# Singoli al numero uno nella Billboard Streaming Songs nel 2014
Di seguito è proposta la lista dei singoli al numero uno nella Billboard Streaming Songs nel 2014.
La classifica delle Streaming Songs è redatta settimanalmente da Billboard e indica le canzoni più ascoltate nelle radio online, in on-demand e video sui più importanti servizi di streaming musicale statunitensi. I dati sono raccolti dalla Nielsen Broadcast Data Systems.

## Streaming Songs
| † | Indica la canzone con le migliori prestazioni del 2014 |

| Data         | Brano                        | Artista                      | Streaming (in milioni) | Totale settimane al numero uno | Fonti  |
| ------------ | ---------------------------- | ---------------------------- | ---------------------- | ------------------------------ | ------ |
| 4 gennaio    | The Monster                  | Eminem feat. Rihanna         | 7,6                    | 1                              | [ 4 ]  |
| 11 gennaio   | Adore You                    | Miley Cyrus                  | 7                      | 1                              | [ 5 ]  |
| 18 gennaio   | Wrecking Ball                | Miley Cyrus                  | 7,6                    | 13                             | [ 6 ]  |
| 25 gennaio   | Wrecking Ball                | Miley Cyrus                  | —                      | 13                             | [ 7 ]  |
| 1º febbraio  | Drunk in Love                | Beyoncé feat. Jay-Z          | 5,5                    | 4                              | [ 8 ]  |
| 8 febbraio   | Dark Horse †                 | Katy Perry feat. Juicy J     | 5,6                    | 8                              | [ 9 ]  |
| 15 febbraio  | Drunk in Love                | Beyoncé feat. Jay-Z          | 9,4                    | 4                              | [ 10 ] |
| 22 febbraio  | Drunk in Love                | Beyoncé feat. Jay-Z          | 6,7                    | 4                              | [ 11 ] |
| 1º marzo     | Drunk in Love                | Beyoncé feat. Jay-Z          | 7,3                    | 4                              | [ 12 ] |
| 8 marzo      | Dark Horse †                 | Katy Perry feat. Juicy J     | 11,6                   | 8                              | [ 13 ] |
| 15 marzo     | Dark Horse †                 | Katy Perry feat. Juicy J     | 11,2                   | 8                              | [ 14 ] |
| 22 marzo     | Dark Horse †                 | Katy Perry feat. Juicy J     | 8,9                    | 8                              | [ 15 ] |
| 29 marzo     | We Might Be Dead By Tomorrow | Soko                         | 11,5                   | 1                              | [ 16 ] |
| 5 aprile     | Dark Horse †                 | Katy Perry feat. Juicy J     | —                      | 8                              | [ 17 ] |
| 12 aprile    | Dark Horse †                 | Katy Perry feat. Juicy J     | 8,8                    | 8                              | [ 18 ] |
| 19 aprile    | Dark Horse †                 | Katy Perry feat. Juicy J     | 8,4                    | 8                              | [ 19 ] |
| 26 aprile    | Dark Horse †                 | Katy Perry feat. Juicy J     | 8,2                    | 8                              | [ 20 ] |
| 3 maggio     | Happy                        | Pharrell Williams            | 9,2                    | 4                              | [ 21 ] |
| 10 maggio    | Happy                        | Pharrell Williams            | 8,4                    | 4                              | [ 22 ] |
| 17 maggio    | Happy                        | Pharrell Williams            | 8,6                    | 4                              | [ 23 ] |
| 24 maggio    | Happy                        | Pharrell Williams            | 9,3                    | 4                              | [ 24 ] |
| 31 maggio    | Fancy                        | Iggy Azalea feat. Charli XCX | 8,4                    | 13                             | [ 25 ] |
| 7 giugno     | Fancy                        | Iggy Azalea feat. Charli XCX | 14                     | 13                             | [ 26 ] |
| 14 giugno    | Fancy                        | Iggy Azalea feat. Charli XCX | 13,5                   | 13                             | [ 27 ] |
| 21 giugno    | Fancy                        | Iggy Azalea feat. Charli XCX | 12,5                   | 13                             | [ 28 ] |
| 28 giugno    | Fancy                        | Iggy Azalea feat. Charli XCX | 12,2                   | 13                             | [ 29 ] |
| 5 luglio     | Fancy                        | Iggy Azalea feat. Charli XCX | 11,6                   | 13                             | [ 30 ] |
| 12 luglio    | Fancy                        | Iggy Azalea feat. Charli XCX | 11,1                   | 13                             | [ 31 ] |
| 19 luglio    | Fancy                        | Iggy Azalea feat. Charli XCX | 10,7                   | 13                             | [ 32 ] |
| 26 luglio    | Fancy                        | Iggy Azalea feat. Charli XCX | 10,6                   | 13                             | [ 33 ] |
| 2 agosto     | Fancy                        | Iggy Azalea feat. Charli XCX | 12,2                   | 13                             | [ 34 ] |
| 9 agosto     | Fancy                        | Iggy Azalea feat. Charli XCX | 10,1                   | 13                             | [ 35 ] |
| 16 agosto    | Fancy                        | Iggy Azalea feat. Charli XCX | 8,6                    | 13                             | [ 36 ] |
| 23 agosto    | Fancy                        | Iggy Azalea feat. Charli XCX | 8,9                    | 13                             | [ 37 ] |
| 30 agosto    | All About That Bass          | Meghan Trainor               | 8,1                    | 10                             | [ 38 ] |
| 6 settembre  | Anaconda                     | Nicki Minaj                  | 32,1                   | 3                              | [ 39 ] |
| 13 settembre | Anaconda                     | Nicki Minaj                  | 17,3                   | 3                              | [ 40 ] |
| 20 settembre | Anaconda                     | Nicki Minaj                  | 13,1                   | 3                              | [ 41 ] |
| 27 settembre | All About That Bass          | Meghan Trainor               | 15,5                   | 10                             | [ 42 ] |
| 4 ottobre    | All About That Bass          | Meghan Trainor               | 15,7                   | 10                             | [ 43 ] |
| 11 ottobre   | All About That Bass          | Meghan Trainor               | 14,3                   | 10                             | [ 44 ] |
| 18 ottobre   | All About That Bass          | Meghan Trainor               | 13,9                   | 10                             | [ 45 ] |
| 25 ottobre   | All About That Bass          | Meghan Trainor               | 13,4                   | 10                             | [ 46 ] |
| 1º novembre  | All About That Bass          | Meghan Trainor               | 12,9                   | 10                             | [ 47 ] |
| 8 novembre   | All About That Bass          | Meghan Trainor               | 13,2                   | 10                             | [ 48 ] |
| 15 novembre  | All About That Bass          | Meghan Trainor               | 11,9                   | 10                             | [ 49 ] |
| 22 novembre  | Shake It Off                 | Taylor Swift                 | 16,1                   | 2                              | [ 50 ] |
| 29 novembre  | Blank Space                  | Taylor Swift                 | 19,2                   | 7                              | [ 51 ] |
| 6 dicembre   | Blank Space                  | Taylor Swift                 | 14,2                   | 7                              | [ 52 ] |
| 13 dicembre  | Blank Space                  | Taylor Swift                 | 14,2                   | 7                              | [ 53 ] |
| 20 dicembre  | Blank Space                  | Taylor Swift                 | 12                     | 7                              | [ 54 ] |
| 27 dicembre  | Blank Space                  | Taylor Swift                 | 12,2                   | 7                              | [ 55 ] |

Note:
1. ↑  Ha raggiunto il numero uno anche nel 2013.
2. 1 2  Ha raggiunto il numero uno anche nel 2015.
3. ↑  Ha raggiunto il numero uno anche nel 2015.
4. ↑  Ha raggiunto il numero uno anche nel 2015.